# Pustularia wattsi
Pustularia wattsi is een slakkensoort uit de familie van de Cypraeidae. De wetenschappelijke naam van de soort is voor het eerst geldig gepubliceerd in 2000 door Lorenz.